# Alessandro Fedeli
Alessandro Fedeli (Negrar, 2 marzo 1996) è un ex ciclista su strada italiano, professionista dal 2019 al 2023.

## Carriera
Veronese di Negrar di Valpolicella, nelle categorie giovanili gareggia per l'US Ausonia CSI Pescantina di Pescantina; è poi attivo nelle quattro stagioni da Under-23 con General Store, Colpack e Trevigiani, aggiudicandosi due tappe al Giro della Valle d'Aosta, un Gran Premio della Liberazione e un Trofeo Edil C.
Passa professionista a inizio 2019 con la squadra francese Delko Marseille Provence, con cui già aveva corso da stagista a fine 2018. La prima gara a cui partecipa è il Tour du Rwanda, corsa dell'omonimo stato africano; nella prima tappa, sua corsa d'esordio fra i grandi, coglie subito il successo, imponendosi sul traguardo di Kigali. Durante l'anno coglie un secondo successo, vincendo la tappa conclusiva alla CRO Race. 
Nel 2020 si afferma un'unica volta, aggiudicandosi la tappa finale al Tour du Limousin, battendo in una volata a due il portoghese Rui Costa; in stagione è anche quinto alla Bretagne Classic Ouest-France, gara del calendario World Tour. Nel 2021 non coglie invece piazzamenti top 10 e a fine stagione si accasa alla russa Gazprom-RusVelo.
A inizio 2022 è secondo nella classifica finale del Tour of Antalya. Dal marzo 2022, a seguito dell'invasione russa dell'Ucraina e della decisione dell'UCI di ritirare lo status di UCI Team ai team russi e bielorussi, la Gazprom-RusVelo è costretta alla sospensione delle attività; di conseguenza Fedeli partecipa alle gare italiane di primavera con la maglia della Nazionale italiana, dimostrando costanza di rendimento e ottenendo il quarto posto alla Per sempre Alfredo e il secondo al Gran Premio Industria e Artigianato. Il 20 giugno 2022 firma un contratto fino a fine 2023 con la Eolo-Kometa.
Nel 2023 si stabilisce nella Q36.5 Pro Cycling Team, la nuova formazione Professional che ha come prezioso consulente Vincenzo Nibali. Nello stesso anno, avvia il progetto di un negozio specializzato in bikefitting, preparazione atletica e massaggi sportivi.

## Palmarès
- 2013 (Juniores)[6]

Giro di Primavera - San Vendemiano
Gran Premio Città del Santo
1ª tappa Tre Giorni Bresciana (Sarezzo > Sarezzo)
- 2014 (Juniores)[7]

Gran Premio di Sovilla - Piccola Sanremo
- 2016 (General Store Bottoli Zardini, una vittoria)[8]

Ciriè-Pian della Mussa
- 2017 (Team Colpack, due vittorie)

4ª tappa Giro della Valle d'Aosta (Aosta > Valgrisenche)
Gran Premio Città di Vinci
- 2018 (Trevigiani-Phonix-Hemus 1896, tre vittorie )

Trofeo Edil C
Gran Premio della Liberazione
3ª tappa Giro della Valle d'Aosta (Ayas > Ayas)
- 2019 (Delko, due vittorie)

1ª tappa Tour du Rwanda (Kigali > Kigali)
6ª tappa CRO Race (Sveta Nedelja > Zagabria)
- 2020 (Delko, una vittoria)

4ª tappa Tour du Limousin (Lac de Saint-Pardoux > Limoges)

## Piazzamenti

### Classiche monumento
- Milano-Sanremo

2023: 50º
- Giro delle Fiandre

2023: ritirato

### Competizioni mondiali
- Campionati del mondo

Firenze 2013 - In linea Junior: 22º
Innsbruck 2018 - In linea Under-23: 19º